# 约翰·塞莱斯坦德
约翰·塞莱斯坦德（英語：John Celestand，1977年3月6日—），美国NBA联盟职业篮球运动员。他在1999年的NBA选秀中第2轮第30顺位被洛杉矶湖人选中。